# Pilophorini
Pilophorini – plemię pluskwiaków z podrzędu różnoskrzydłych, rodziny tasznikowatych (Miridae) i podrodziny Phylinae.

## Budowa ciała
Ciało tych owadów pokryte jest łuskowatymi, przylegającymi włoskami. Głowę posiadają w tylnej części spłaszczoną. 

## Systematyka
Do niedawana plemię zaliczano do innej podrodziny tasznikowatych: Orthotylinae. Należy tu ponad 150 gatunków zgrupowanych w kilkanaście rodzajów.

## Występowanie w Europie
W Europie występuje 12 gatunków z dwóch rodzajów, z czego w Polsce wykazano 5 (oznaczone pogrubieniem):
- Rodzaj: Hypseloecus Reuter, 1891
  - Hypseloecus visci (Puton, 1888)

- Rodzaj: Pilophorus Hahn, 1826
  - Pilophorus augustulus Reuter, 1888
  - Pilophorus benjamin Rieger, 1984
  - Pilophorus cinnamopterus (Kirschbaum, 1856)
  - Pilophorus clavatus (Linnaeus, 1767)
  - Pilophorus confusus (Kirschbaum, 1856)
  - Pilophorus dianae Josifov, 1989
  - Pilophorus gallicus Remane, 1954
  - Pilophorus pericarti Gunther & Strauss, 2009
  - Pilophorus perplexus Douglas & Scott, 1875
  - Pilophorus simulans Josifov, 1989
  - Pilophorus sinuaticollis Reuter, 1879